# Edoardo Herter
Edoardo Herter (Treviso, 2 febbraio 1834 – Tapalqué, 12 dicembre 1889) è stato un patriota, medico e missionario italiano.

## Biografia
Nacque a Treviso da Carlo Herter e dopo gli studi superiori frequentò l'Università di Padova nell'intento di laurearsi in Medicina, ma mosso da uno spiccato spirito patriottico, si unì ai volontari veneti che si stavano recando a Quarto. Il 5 maggio 1860 si imbarcò con la spedizione dei Mille come medico. Animato da uno spiccato fervore combattivo si espose in tutte le battaglie, fu ferito sia a Calatafimi che a Maddaloni, ma non mancò mai di svolgere il suo compito e fu decorato con la medaglia d'argento al merito.
Giuseppe Bandi, storico garibaldino, lo ricorda assieme a Giovanni Andrea Gasparini come: "... due veneti, scolari di medicina nell'Università di Padova, che si prodigavano nell'assistenza ai feriti, anche quando infuriava il combattimento."
Tornato definitivamente alla vita civile concluse gli studi di medicina e grazie agli scambi epistolari con l'altro medico garibaldino Giovanni Buzzacchi introdusse precocemente le nuove tecniche igieniche di sterilizzazione degli strumenti chirurgici, comprendendo la fondatezza delle teorie di Louis Pasteur conoscente del Buzzacchi.
Il dottor Herter andò missionario civile in Argentina e fu il primo medico fisso di un paese di allevatori vicino a Buenos Aires, Tapalquè e la sua opera viene ricordata ancora da targhe e da lapidi.
Morì a Tapalquè (Argentina) il 12 dicembre 1889.
Nell'elenco ufficiale dei partecipanti all'impresa, pubblicato sulla Gazzetta Ufficiale del Regno d'Italia del 12 novembre 1878, lo si trova al numero 540.
Ne Il combattimento di Giuseppe Cesare Abba vengono decantate le doti eroiche del medico:
... dalla calma pontificale di Sirtori al furore di Bixio, all'impeto geniale di Schiaffino, all'audacia di Edoardo Herter, d'Achille Sacchi, di cento altri, e, si può dire di tutti, perché un codardo che è uno, in quell'ora, in quel luogo, non ci fu.
... essi invece, raccolti lassù, urlavano: 'Viva lo Re'; rotolavano sassi, e tiravano schioppettate a chi si faceva su dal ciglio a guardare. Uno di questi fu Edoardo Herter da Treviso, medico di 26 anni. Pareva una damigella bionda vestita da uomo, tanto aveva esile l'aspetto, ma i suoi muscoli erano d'acciaio. Parlò con Garibaldi un istante, poi si lanciò...